# Dindagur, Channarayapatna
Dindagur là một làng thuộc tehsil Channarayapatna, huyện Hassan, bang Karnataka, Ấn Độ.